# Dia Interamericano de Qualidade do Ar
O Dia Interamericano de Qualidade do Ar, celebrado anualmente na segunda sexta-feira do mês de agosto, é uma data destinada a conscientizar a população a respeito da contaminação atmosférica e de seus efeitos na saúde pública.
Criada pela Associação Interamericana de Engenharia Sanitária e Ambiental (a AIDIS), a data é celebrada simultaneamente em 32 países da América Latina e Caribe. Seu lançamento foi feito em 9 de agosto de 2002, na cidade brasileira de São Paulo, pelo presidente da entidade, Carl-Axel P. Soderberg.